# Metabiantes montanus
Metabiantes montanus is een hooiwagen uit de familie Biantidae.